# Campari
Il Campari (correttamente per esteso Campari Bitter o Bitter Campari) è una bevanda alcolica prodotta dall'azienda Davide Campari-Milano. Si tratta di un bitter ottenuto dall'infusione di erbe amaricanti, piante aromatiche e frutta in una miscela di alcool e acqua, dall'aroma intenso e dal colore rosso carminio.

## Storia
Il Bitter Campari nasce nel 1860 ad opera di Gaspare Campari. Il liquorista, allievo del pasticcere Teofilo Barla e del liquorista Giacomo Bass, entrambi affermati professionisti di Torino, ideò e produsse diversi liquori a Novara, città nella quale si trasferì nel 1850. Fra questi v'era un amaro d'erbe ispirato ai bitter all'uso d'Hollanda, ricetta che perfezionò per diversi anni fino a quando, nel 1860, cominciò a produrla e distribuirla in un locale rilevato quello stesso anno "Caffè dell'Amicizia", un bar situato nel centro di Novara. Campari si trasferì nel 1862 a Milano, dove gestì per qualche anno un locale sotto i portici del Coperto dei Figini; alla demolizione dell'edificio, nel 1867, Campari si spostò nella neonata Galleria Vittorio Emanuele II, dove aprì il "Caffè Campari". Il locale cominciò ad essere frequentato da artisti noti e gente altolocata, diventando un locale alla moda. Nel 1915, il figlio di Gaspare, Davide Campari, aprì un locale "minore", sull'angolo opposto della galleria. Qui iniziò a proporre i suoi prodotti come aperitivi (anziché come digestivi, come era d'uso all'epoca) .

## Prodotto
Il Campari Bitter si ottiene partendo da una soluzione alcolica con estratti di erbe, piante e frutti; le fasi di lavorazioni prevedono che le erbe siano messe in infusione in acqua a 100 °C; poi si aggiunge alcol puro lasciando macerare il tutto. Finito tale processo si separano le erbe dalla massa liquida, ottenendo un infuso aromatico di 69° vol circa. A quest’ultimo si uniscono sciroppo di zucchero, acqua distillata, ancora alcol e coloranti rosso artificiali E122, E102 ed E133 (il risultato finale è tonalità rosso RAL 3002), in sostituzione dello storico rosso carminio naturale E120 (cocciniglia) tonalità rosso RAL 3020.
Solitamente il Campari Bitter si serve all’ora dell’aperitivo, servito liscio ghiacciato con uno spruzzo di seltz freddo, in un apposito bicchiere tenuto precedentemente in congelatore.
Il Campari Bitter è inoltre utilizzato per la preparazione di numerosi cocktail e long drink, come l’Americano, il Negroni, il Negroni sbagliato, il Milano Torino, il Garibaldi, il Boulevardier, lo Spritz e il Pirlo.
Il Campari Bitter è distribuito in oltre 190 Paesi.

### Varianti
Oltre al bitter sono stati create diverse varianti del liquore:
- Campari Bitter (1860) - Bitter premium, la ricetta originale, disponibile in bottiglie di vetro da 70 centilitri, 1 e 3 litri (Campari Magnum).
- Campari Cask Tales (2020) - Bitter superpremium, ricetta rivisitata dall'herbalist Bruno Malavasi tramite decantazione in botti di bourbon[4][5].
- Campari Negroni (2022) - Cocktail Negroni premiscelato[6][7].

## Promozione
Le strategie di comunicazione per il Campari sono state, quasi fin da subito, improntate a promuovere il bitter tramite una costante attenzione all'innovazione. Pilastri della comunicazione sono il connubio con l'arte d'avanguardia, la provocazione, il prestigio e la Red Passion, ossia il colore rosso (a richiamo del colore della bevanda stessa) e la passione, slogan del bitter Campari a partire dal 1990.
Promotore dell'introduzione del Campari nell'ambito promozionale fu Davide Campari. Visionario e attento osservatore delle tendenze del suo tempo, ha giocato un ruolo cruciale nello sviluppo delle strategie promozionali dell'azienda, intuendo le potenzialità della pubblicità in un contesto culturale e sociale in rapido cambiamento. Egli, infatti, influenzato dall'ambiente socio-culturale del pubblico che frequentava i suoi locali, comprese presto che l'associazione di immagini di valore alla qualità del prodotto avrebbe contribuito allo sviluppo e ampliamento del giro d'affari. Senza un ufficio creativo, Campari, inizialmente, si occupò personalmente della promozione dei suoi prodotti.

Prima Pubblicità del campari, apparsa sul corriere della sera del 7 gennaio 1889

Il primo annuncio pubblicitario fu un trafiletto testuale pubblicato sul Corriere della Sera il 7 gennaio 1889. L'anno successivo, la strategia promozionale si allargò alla cartellonistica: nel 1890 cominciò la collaborazione le Officine Grafiche Ricordi, da cui provennero alcuni dei più grandi nomi della cartellonistica italiana. Il primo poster fu stampato in quell'anno: opera di Giacomo Mora, rappresentava una trafficata strada milanese dell'epoca sormontata dal nome del prodotto. Nel 1900, Campari lanciò il suo primo calendario pubblicitario, un ritratto di donna firmato da Cesare Tallone. Da questo momento in poi, Campari scelse l'arte come principale mezzo di comunicazione, unendo estetica e innovazione per sorprendere e coinvolgere il pubblico, collaborando con molti artisti d'avanguardia. Degni di nota sono un manifesto del 1901 di Marcello Dudovich, Il Bacio Rosso, ricco di sottili richiami erotici, considerata la prima delle pubblicità provocatorie per il Campari e capostipite della "Red Passion", "Lo Spiritello" di Leonetto Cappiello (1921), considerata la prima mascotte dell'azienda, "Squisito al Selz" (1926), vero e proprio quadro e prima opera commissionata dalla Campari a Fortunato Depero, amico di Davide Campari e maggiore collaboratore del periodo, e Declinazione grafica del nome Campari di Bruno Munari (1964), opera iconica oggi custodita anche al MoMA di New York.
Con l'arrivo della pubblicità televisiva, il Campari sbarca sul piccolo schermo tramite il programma pubblicitario Carosello: gli spot Campari, principalmente a sfondo musicale, andarono in onda dal 1957 al 1977, rappresentati da diversi nomi celebri dell'epoca quali Paolo Poli, Marino marini, Wilma De Angelis e I Brutos. La promozione video è continuata negli anni arrivando a superare i 300 filmati. Fra gli spot più importanti vi sono La ragazza sul treno - una favola moderna (1984) del regista italiano Federico Fellini con protagonisti Silvia Dionisio e Victor Poletti e colonna sonora del maestro Nicola Piovani, Campari - It's fantasy (1986) di Franco Scepi, in cui viene introdotta per la prima volta la "Donna in Rosso"  (interpretata da Kelly LeBrock). 
Dal 1990 Campari promuove la campagna pubblicitaria "Red Passion", in cui si esaltano la provocazione e la raffinatezza del brand. La campagna ha visto, fra gli altri, filmati promozionali dal sapore trasgressivo ed elegante, con colonne sonore oniriche quali Taita Inty di Yma Sumac o Maskerd Ball di Jocelyn Pook, firmati da diversi registi fra i quali l'indiano Tarsem Singh (1998, 2001 e 2005) e lo statunitense Joel Schumacher (2011) e, ancora, interpretato da celebri protagonisti quali Salma Hayek (2007) e Colin Branca (2011).

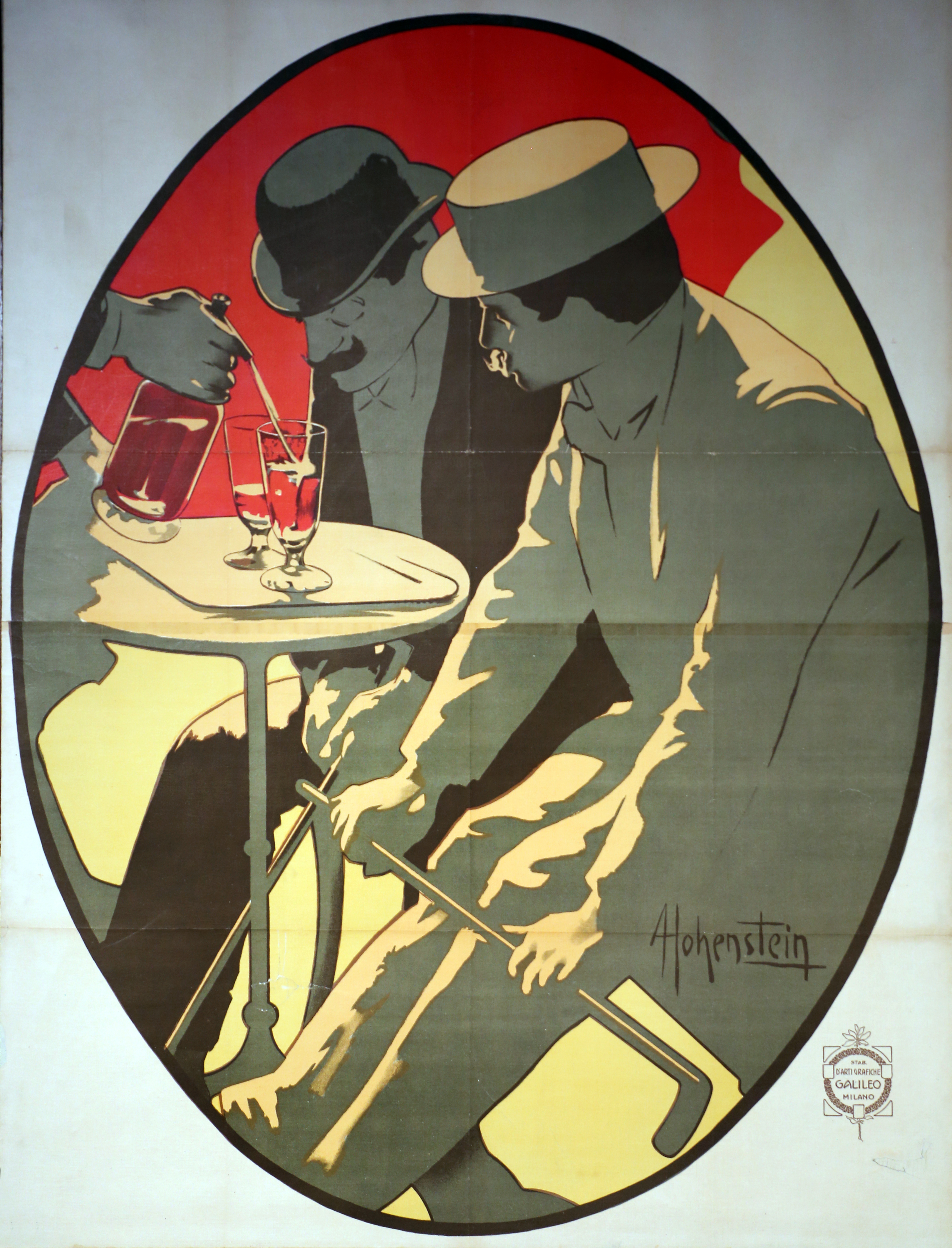
Bitter Campari - Adolf Hohenstein (1901)
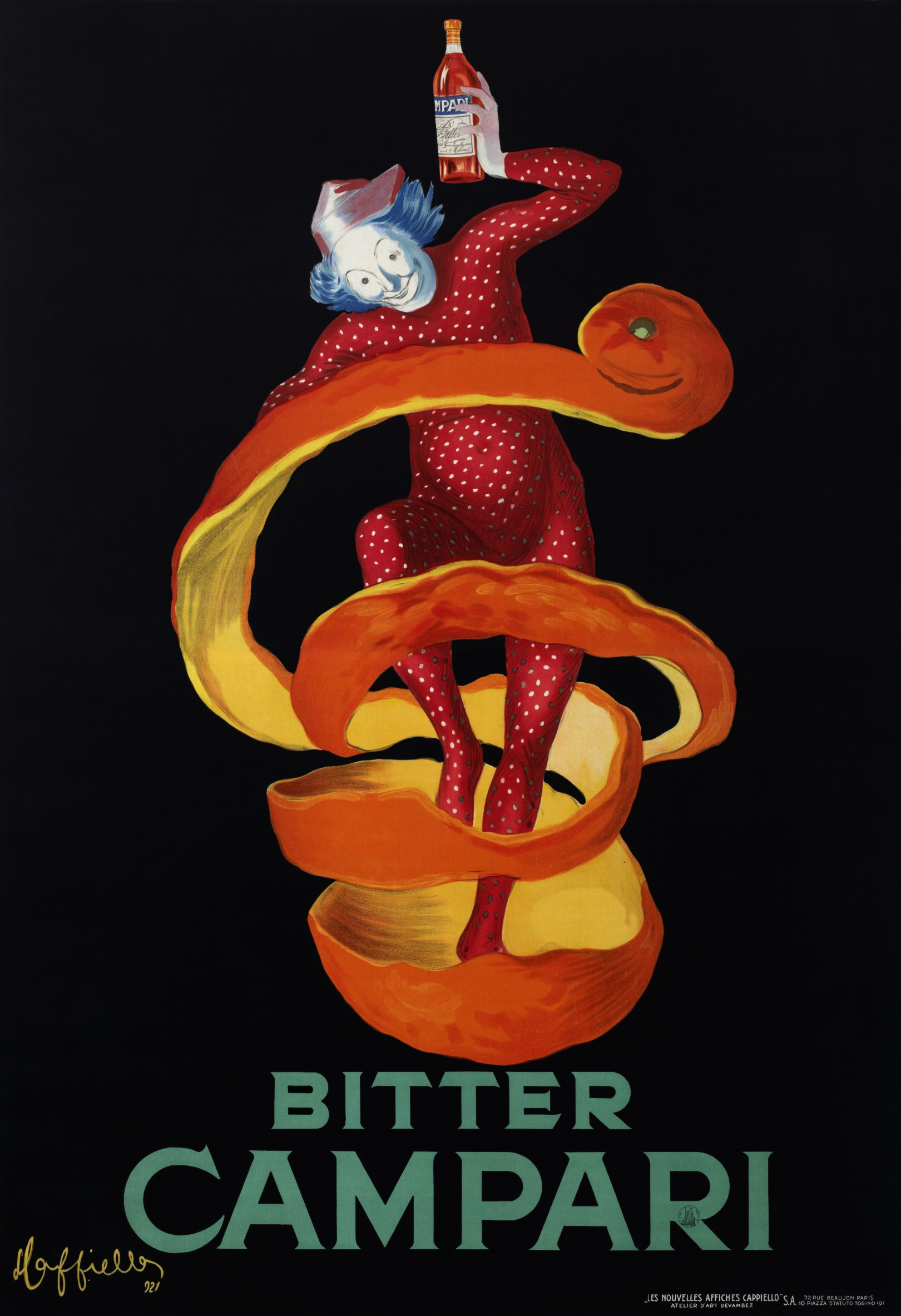
Bitter Campari ("Lo Spiritello") - Leonetto Cappiello (1921)
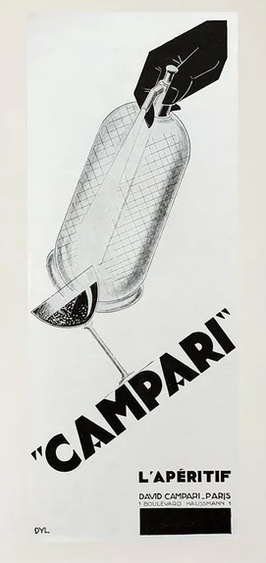
Campari - Yan B. Dyl (1929)
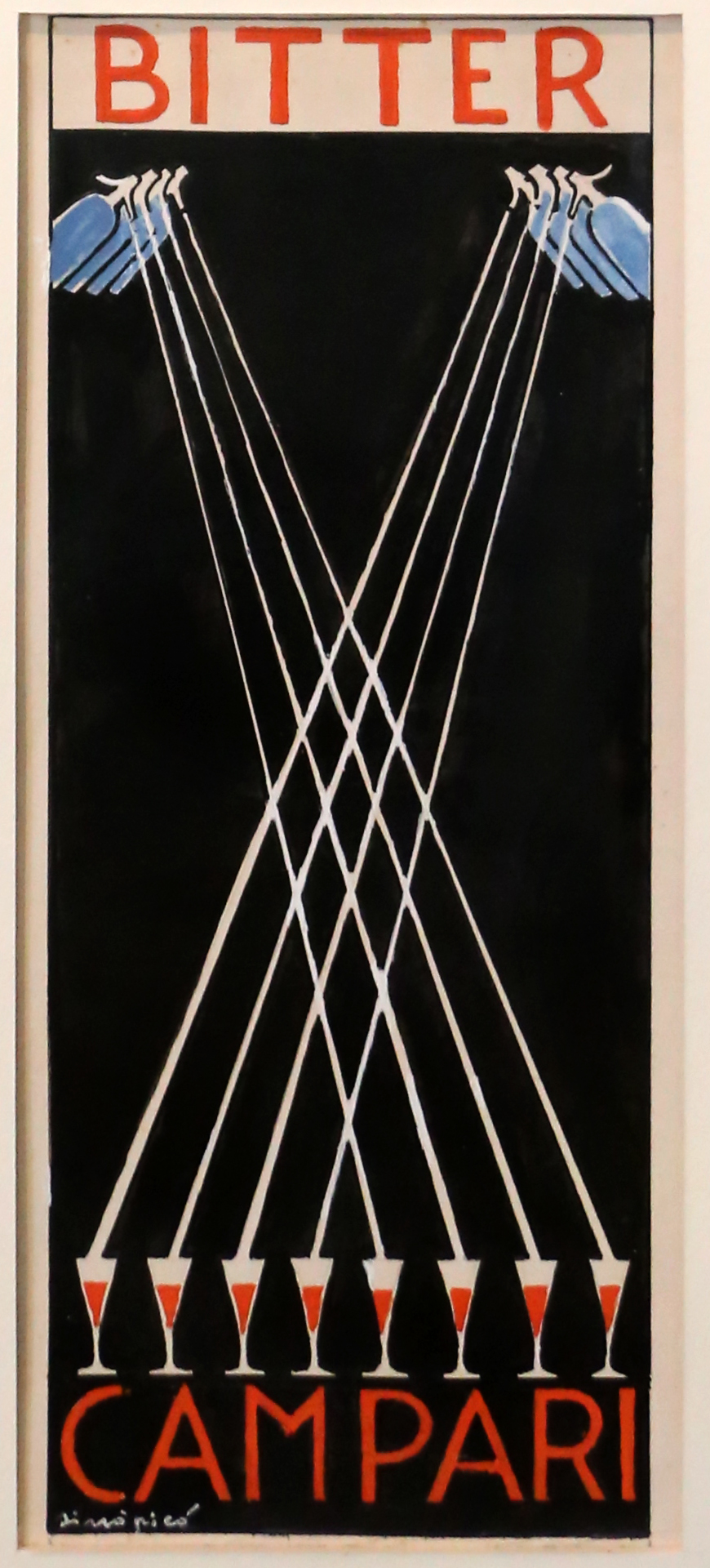
Sifoni, bicchieri, Bitter camapri - Sinopico (anni 1930)
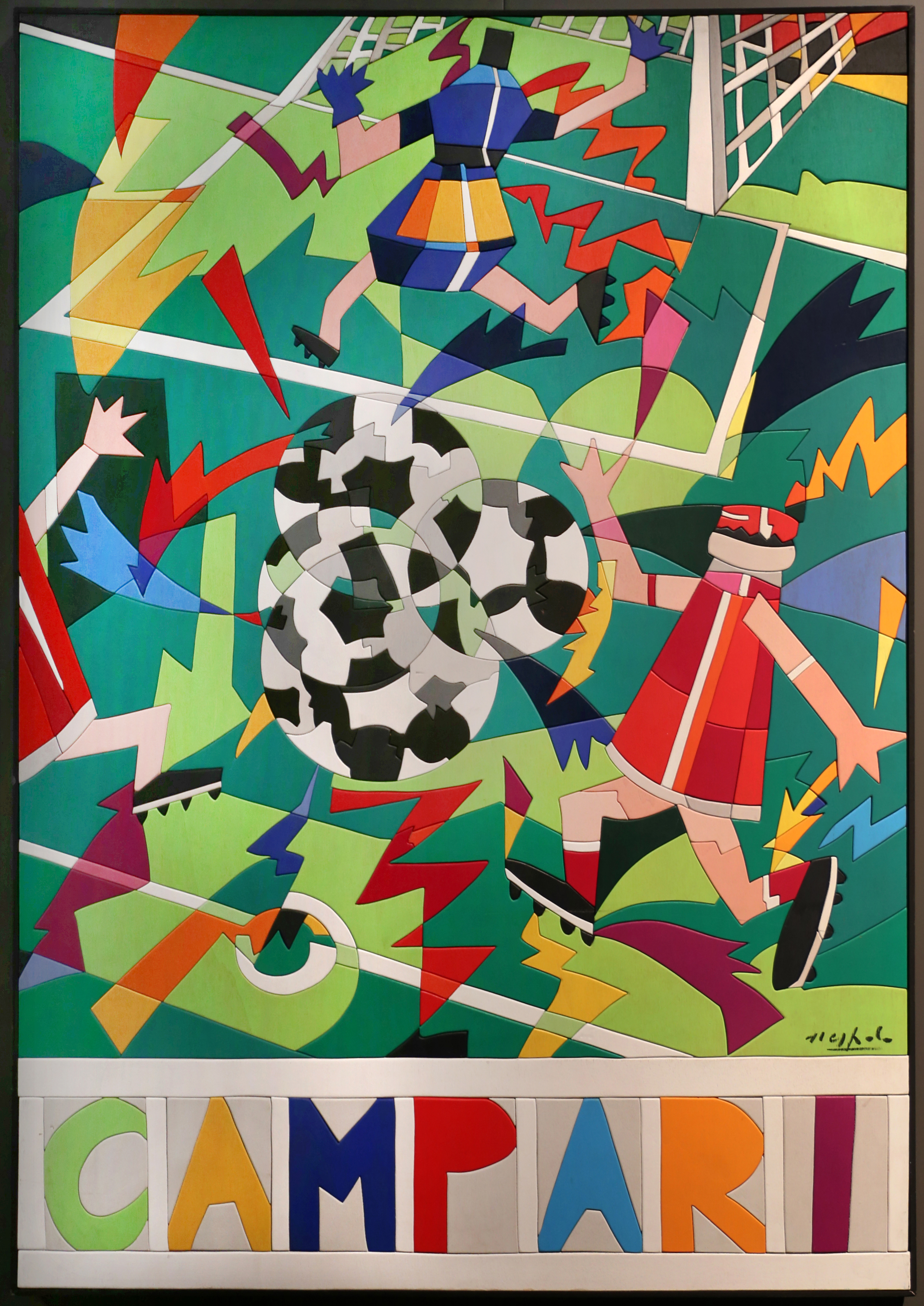
Campari/mondiali di calcio 1990 - Ugo Nespolo (1990)

### Calendario Campari
| Anno | Protagonista                 | Fotografo                |
| ---- | ---------------------------- | ------------------------ |
| 2001 | Ralitza Baleva               | Andrea Varani            |
| 2002 | Magda Gomes; Marika Svensson | Adrian Hamilton          |
| 2003 | Magda Gomes                  | Stefano Gilera           |
| 2004 | Carolina Bittencourt         | Pierpaolo Ferrari        |
| 2005 | Elena Rosenkova              | Giovanni Gastel          |
| 2006 | Martina Colombari            | Giovanni Gastel          |
| 2007 | Salma Hayek                  | Mario Testino            |
| 2008 | Eva Mendes                   | Marino Parisotto         |
| 2009 | Jessica Alba                 | Mario Testino            |
| 2010 | Olga Kurylenko               | Simone Nervi             |
| 2011 | Benicio del Toro             | Michel Comte             |
| 2012 | Milla Jovovich               | Dimitri Daniloff         |
| 2013 | Penélope Cruz                | Kristian Schuller        |
| 2014 | Uma Thurman                  | Koto Bolofo              |
| 2015 | Eva Green                    | Julia Fullerton-Batten   |
| 2016 | Kate Hudson                  | Michelangelo di Battista |

Dal 2017 invece dei calendari sono stati realizzati cortometraggi.
| Anno | Protagonista                  | Regista          |
| ---- | ----------------------------- | ---------------- |
| 2017 | Clive Owen                    | Paolo Sorrentino |
| 2018 | Zoe Saldana, Adriano Giannini | Stefano Sollima  |
| 2019 | Ana de Armas                  | Matteo Garrone   |